# Lisa Loring
Pour les articles homonymes, voir Loring.
Lisa Loring, née Lisa Ann DeCinces le 16 février 1958 à Kwajalein (îles Marshall) et morte le 28 janvier 2023 à Burbank (Californie), est une actrice et scénariste américaine. 
Enfant acteur, elle s'est fait connaître au début des années 1960 dans la série La Famille Addams dans le rôle de Mercredi. 

## Biographie

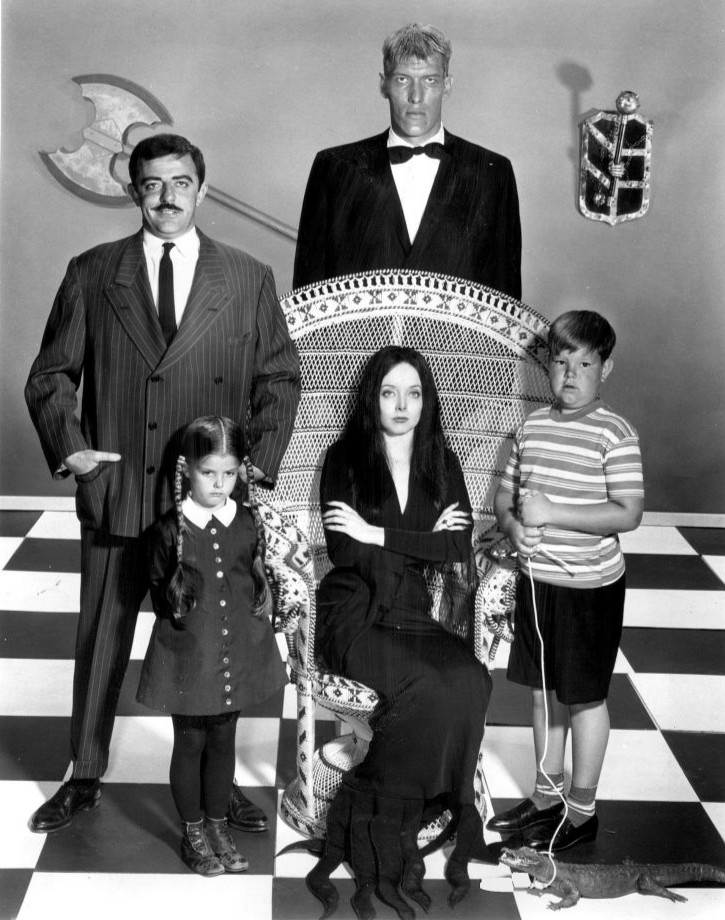
Lisa Loring (en bas, à gauche)
dans La famille Addams en 1964.

## Filmographie

### Actrice
- 1964-1966 : La Famille Addams (série TV, Mercredi Addams)
- 1966 : The Pruitts of Southampton (en) (série télé, Susan Suzy Pruitt)
- 1977 : La Famille Addams : C'est la fête (Halloween with the New Addams Family, téléfilm, Mercredi Vendredi Addams Senior)
- 1981 : As the World Turns (série télé, Cricket Montgomery Ross, 1981-1983)
- 1987 : 
  - Blood Frenzy (Dory)
  - Savage Harbor (Roxey)
- 1988 : Iced (Jeanette)
- 1992 : Laying Down the Law (vidéo, Hooker)

### Scénariste
- 1987 : Track's Big Trick (série télé)